# Babes in Toyland (film 1961)
Babes in Toyland è un film del 1961 diretto da Jack Donohue.
Il film è tratto dall'operetta omonima del 1903 di Victor Herbert. Babes in Toyland è anche il titolo originale del film del 1934 Nel paese delle meraviglie con Stanlio e Ollio; vi furono anche tre adattamenti televisivi precedenti al film Disney, che fu la seconda versione filmata uscita al cinema e la prima in Technicolor. La trama, e in alcuni casi la musica, conservano una scarsa somiglianza con l'originale, poiché Disney aveva fatto riscrivere la maggior parte dei versi e cambiare drasticamente il tempo di molti brani, tra i quali quello intitolato Toyland, una ballata lenta, che fu accelerata dandole un ritmo da marcia e fu fatta eseguire solo dal coro.

## Trama
Si alza il sipario su una commedia, presentata da Mamma Oca e dal suo papero parlante Sylvester, su Mary Contrary e Tom Piper, che stanno per sposarsi. L'infelice e maligno Barnaby assume due mascalzoni, il tonto Gonzorgo e il silenzioso Roderigo. Il loro incarico è gettare in mare Tom e rubare le pecore di Mary, togliendole i mezzi di sostentamento, per spingerla a sposare Barnaby. Mary non è consapevole di essere l'erede di una fortuna, ma Barnaby lo sa e la vuole tutta per sé. Gonzorgo e Roderigo decidono di vendere Tom agli zingari invece di farlo annegare, in modo da ottenere una doppia remunerazione.
Gonzorgo e Roderigo fanno ritorno al villaggio e informano a Mary, Barnaby e gli abitanti della terra di Mamma Oca che Tom è annegato per accidente. Mostrano a Mary una lettera falsificata nella quale Tom dice addio a Mary, e la esorta a sposare Barnaby. Mary, credendo di essere stata scaricata, accetta con riluttanza la proposta di Barnaby, che per i festeggiamenti per il matrimonio ingaggia gli zingari, ignaro del fatto che Tom si trova tra loro. Tom, presentatosi inizialmente come lo zingaro Floretta, si svela, e Barnaby insegue per punirli i terrorizzati Gonzorgo e Roderigo, furioso per essere stato truffato.
Uno dei bambini che abitano con Mary la informa che alcune orme di pecora portano alla Foresta del Non Ritorno. I bambini s'intrufolano nella foresta alla ricerca delle pecore scomparse.Gli alberi della foresta prendono vita e li catturano. Tom e Mary ritrovano nella foresta i bambini, che raccontano loro la storia degli alberi animati, che però a Tom e Mary sembrano alberi normalissimi. Tom, Mary e i bambini si accampano per la notte. Al mattino, gli alberi tornano ancora in vita e spiegano loro che ora sono in custodia al Giocattolaio del Paese dei Giocattoli (che è anche il sindaco e il capo della polizia). Tom, Mary e i bambini proseguono allegramente, scortati dagli alberi per parte della strada.
Attraverso le finestre della casa del Giocattolaio vedono il brillante apprendista di quest'ultimo, Grumio, mentre presenta una nuova macchina che produce giocattoli senz'alcuna fatica manuale. Pazzo di gioia, il Giocattolaio fa andare la macchina a una velocità tale da farla esplodere, distruggendo ogni giocattolo nella fabbrica. Tom, Mary e i bambini offrono il loro aiuto per terminare la costruzione dei giocattoli in tempo per Natale.
Grumio presenta un'altra invenzione, una pistola miniaturizzante che può ridurre qualsiasi oggetto alle dimensioni di un giocattolo. Avverte che, se usato su qualche cosa più di una volta, l'oggetto rimpicciolito sparirebbe completamente. Il Giocattolaio è dapprima deliziato dall'idea di produrre giocattoli rimpiccolendo oggetti reali, ma poi Tom sottolinea l'impossibilità di trovare abbastanza oggetti da trasformare nell'enorme quantità di giocattoli da distribuire a Natale. Il giocattolaio rimprovera Grumio per la sua stupidità e, disgustato, butta la pistola dalla finestra.
Barnaby, che li ha spiati fino a questo momento, raccoglie la pistola buttata e la usa per rimpiccolire il Giocattolaio e Tom. Quando i tirapiedi di Barnaby lo vedono intenzionato a sparare a Tom una seconda volta, abbandonano il loro capo. Tentano di scappare, ma Barnaby li colpisce col raggio e li rinchiude con Tom in una gabbia per uccelli.
Barnaby costringe Mary a sposarlo minacciando di distruggere Tom, e minaccia di distruzione anche il Giocattolaio se rifiuterà di celebrare la cerimonia di nozze. Mentre il Giocattolaio organizza la cerimonia, Gonzorgo e Roderigo liberano Tom, e tutti e tre sgattaiolano via e tornano con un esercito di soldatini per combattere Barnaby. Barnaby sbaraglia facilmente i soldatini, ed è sul punto di cancellare Tom con un'altra dose dalla pistola miniaturizzante, ma Mary la distrugge con un cannone giocattolo. Barnaby è investito completamente da un liquido che lo riduce alle dimensioni di un giocattolo. Tom, dopo avere sfidato Barnaby a duello con le spade, trafigge Barnaby, che cade da grande altezza in una scatola vuota.
Durante la battaglia con Barnaby, Grumio crea una nuova invenzione, che restituisce le persone e gli oggetti miniaturizzati alle loro dimensioni originali. Lo utilizza immediatamente sul Giocattolaio, su Gonzorgo e su Roderigo, ma non su Barnaby. Grumio sta per usarla su Tom, ma il Giocattolaio, facendo valere le sue prerogative, pretende di essere lui a far tornare Tom alla sua taglia naturale.
Qualche giorno dopo, Tom e Mary si sposano, alla presenza di tutti gli abitanti del villaggio di Mamma Oca, di Gonzorgo, Roderigo e degli alberi della Foresta del Non Ritorno, e vivono tutti felici e contenti mentre cala il sipario.

## Produzione

### Sviluppo
Nel maggio del 1955, Walt Disney annunciò che avrebbe prodotto Babes in Toyland come film animato. Entro l'ottobre del 1956, Disney aveva assegnato Bill Walsh alla produzione e Sidney Miller alla direzione del progetto. Tuttavia, le riprese furono rimandate, ed entro l'agosto del 1959, il progetto fu riattivato come film televisivo dal vivo, il primo musical dal vivo della Disney. Ward Kimball era stato incaricato di produrre e dirigere il progetto, mentre Mel Leven avrebbe scritto dei nuovi versi.
Kimball visionò le tre sceneggiature che erano state scritte, dando a tutte un giudizio prettamente negativo. Kimball aveva ritenuto che il libretto dell'operetta del 1903 fosse troppo complicato. Nei suoi appunti, espunse la sottotrama degli orfanelli e faclizzò la storia sul triangolo amoroso tra Tom, Mary Contrary e Barnaby. Nei mesi successivi, Kimball lavorò assieme all'artista Joe Rinaldi e all'animatore degli effetti speciali Joshua Meador per assicurarsi che il film fosse visivamente attraente. Nel giugno 1960, Disney dichiarò al Los Angeles Times: "Stiamo aggiornando i testi; la musica, naturalmente, è quella di Victor Herbert. La Marcia dei giocattoli sarà realizzata in animazione. Userò sempre più la fantasia con le scene dal vivo. Ho deciso che i personaggi umani saranno interpretati da persone e che non dovrebbero essere animati – solo gli effetti speciali dovrebbero esserlo."
Mentre Disney era in vacanza in Europa, Kimball finalizzò le scenografie e la scelta del cast; quest'ultima richiedeva l'approvazione di Disney. Kimball si recò anche a New York per cercare attori di Broadway da ingaggiare per il film. Secondo Joe Hale, Kimball avrebbe voluto un'altra attrice per il ruolo di Mary, ma Disney insisté per Annette Funicello. Ulteriori disaccordi sul cast fecero sì che Kimball fosse escluso dal progetto.
Nel gennaio 1961, Jack Donohue firmò il contratto per dirigere il film, grazie ai suoi successi nella regia dei musical di Broadway Top Banana e Mr. Wonderful, e per il suo lavoro su special TV su Dean Martin e Frank Sinatra. Sebbene Kimball fosse ancora accreditato come sceneggiatore, fu relegato a dirigere la sequenza di 15 minuti dei soldatini. Nel marzo 1961, Disney disse che voleva creare un film sulla falasariga de Il mago di Oz del 1939. "È come un cartone animato Disney, solo che ha attori in carne e ossa", disse un dirigente della Disney.

### Casting
Nel settembre 1960 fu riportato che Disney aveva voluto proporre a Dean Jones il ruolo del protagonista Tom. Entro il gennaio del 1961, Ray Bolger ebbe la parte del "cattivo" per la prima volta nella sua carriera. Gene Sheldon, conosciuto per lo più grazie al ruolo di Bernardo nella serie televisiva del 1957 Zorro, apparve assieme a un altro interprete della serie, Henry Calvin. Tommy Kirk ebbe un ruolo di contorno. Secondo Annette Funicello, Tommy Sands ebbe la meglio su Michael Callan e James Darren per il ruolo di protagonista maschile.

### Riprese
La lavorazione iniziò il 13 marzo 1961, e fu programmata per tre mesi. La preparazione, le prove e la preregistrazione occuparono tre mesi. Tommy Kirk disse che la lavorazione del film gli piacque grazie al lavoro con Ed Wynn:
(Sex, Lies, and Disney Tape: Walt's Fallen Star, su Filmfax n. 38, aprile 1993, p. 70)
La Funicello aveva avuto un'esperienza negativa con William Fairchild, che l'aveva diretta in The Horsemasters (1961), ma trovò Jack Donahue "semplicemente meraviglioso." Le piacque anche il fatto che "era la prima volta, e purtroppo, credo, anche l'ultima, che ho fatto un film nel quale ho danzato qualcosa di diverso dal ballo Watusi o dallo swim."

## Brani musicali
| Titolo                                    | Autore della musica | Arrangiatore della musica                                                                                        | Autore del testo            | Esecutore                                                 |
| ----------------------------------------- | ------------------- | --- | --------------------------- | --------------------------------------------------------- |
| "Mother Goose Village and Lemonade"       | Victor Herbert      | George Bruns "Mother Goose Village" adattato dal brano Country Dance "Lemonade" adattata dal brano Military Ball | Mel Leven                   | Coro                                                      |
| "We Won't Be Happy Till We Get It"        | Victor Herbert      | George Bruns da He Won't Be Happy Till He Gets It                                                                | Mel Leven                   | Ray Bolger, Henry Calvin; danzato da Gene Sheldon         |
| "Just a Whisper Away"                     | Victor Herbert      | George Bruns | Mel Leven                   | Tommy Sands e Annette Funicello                           |
| "Slowly He Sank to the Bottom of the Sea" | George Bruns        | | Mel Leven                   | Henry Calvin; danzato da Gene Sheldon                     |
| "Castle in Spain"                         | Victor Herbert      | George Bruns | Mel Leven                   | Ray Bolger (anche ballerino)                              |
| "Never Mind, Bo-Peep"                     | Victor Herbert      | George Bruns | Mel Leven                   | Ann Jillian e coro                                        |
| "I Can't Do the Sum"                      | Victor Herbert      | George Bruns | Mel Leven                   | Annette Funicello                                         |
| "Floretta"                                | Victor Herbert      | George Bruns | Mel Leven                   | Tommy Sands e coro                                        |
| "Forest of No Return"                     | Victor Herbert      | George Bruns, da The Spider's Den                                                                                | Mel Leven                   | Coro, alberi canterini e bambini                          |
| "Go to Sleep"                             | Victor Herbert      | George Bruns, da Go to Sleep, Slumber Deep                                                                       | Mel Leven                   | Tommy Sands, Annette Funicello e bambini                  |
| "Toyland"                                 | Victor Herbert      | George Bruns | Mel Leven e Glen MacDonough | Tommy Sands, Annette Funicello bambini e alberi canterini |
| "Workshop Song"                           | Victor Herbert      | George Bruns, da In The Toymaker's Workshop                                                                      | Mel Leven                   | Ed Wynn, Tommy Sands, Annette Funicello e bambini         |
| "Just a Toy"                              | Victor Herbert      | George Bruns | Mel Leven                   | Tommy Sands e Annette Funicello                           |
| "March of the Toys"                       | Victor Herbert      | |                             | Orchestra                                                 |
| "Tom and Mary"                            | Victor Herbert      | George Bruns, da Hail to Christmas                                                                               | Mel Leven                   | Invitati al matrimonio                                    |

## Distribuzione
In occasione con l'uscita del film, Babes in Toyland fu ampiamente pubblicizzato nel programma televisivo  The Wonderful World of Color, con un episodio intitolato "Backstage Party", trasmesso il 17 dicembre 1961. Fu presentato in due parti in The Wonderful World of Disney il 21 e il 27 dicembre 1969.
Negli Stati Uniti il film uscì in DVD il 3 settembre 2002, per la Walt Disney Studios Home Entertainment, in blu-ray l'11 dicembre 2012 ed è disponibile per lo streaming su Disney+.
In Italia è stato distribuito per la prima volta il 24 marzo 2020 su Disney+ in lingua originale con sottotitoli.

## Accoglienza

### Incassi
Babes in Toyland incassò 4,6 milioni di dollari negli Stati Uniti e in Canada, a fronte di un budget di 3 milioni.

### Critica
A. H. Weiler del New York Times scrisse nella sua recenssione: "permetteteci di dire che la confezione disneyana ldell'immortale operetta di Victor Herbert è una chincaglieria dai colori scintillanti, riempita di canzoni e balli, progettata ingegnosamente per piacere al pubblico preadolescente. Gli adulti dovranno essere terribilmente giovani di spirito per accettare queste monellerie da libro illustrato, con la cricca di Mamma Oca che dà il via alla vicenda. Questa 'Toyland' assomiglia a 'Disneyland' [...]" Variety descrisse il film come "un regalo costoso, con una confezione attraente e lucciante, un prodotto che andrà a ruba nel tempo di Natale. Un'attrazione selezionata per il pubblico preadolescente, riscuoterà un grande successo soprattutto nella forbice d'età tra i cinque e i dieci anni." Tuttavia, la recensione mise in guardia che il pubblico di età maggiore "potrebbe sentirsi a disagio scoprendo che la pittoresca e affascinante 'Toyland' si è trasformeata in una 'Fantasyland' piuttosto pacchiana e meccanica. [...] Ciò che effettivamente ne risulta è 'Babes in Disneyland'."
John L. Scott, recensendolo per il Los Angeles Times, ebbe l'impressione che il film fosse "notevolmente più spettacolare sia della versione teatrale originale di Herbert sia della prima versione cinematografica realizzata a metà degli anni Trenta; e gli spettatori più anziani potrebbero lamentarsi di una perdita delle atmosfere originali e una sovrabbondanza di stravaganti fantasie. Ciononostante, questa pellicola sontuosa e decorativa costituisce un'attrazione raffinata e adornata per tutti gli spettatori, tranne che per quelli più esigenti." Harrison's Reports giudicò "ottimo" il film, quindi lodò Walt Disney per averlo "rivestito di gai nastri di seta, bei costumi e brillanti colori [...]. Come un padre affettuoso, Disney ha unito queste cose alla dolce sensibilità di un uomo nelle cui mani è stato messo il mondo dei sogni da giovani fiduciosi di ogni provenienza." Time scrisse che Babes in Toyland era "un meraviglioso pezzo d'intrattenimento per bambini sotto i cinque anni, ma che sarà meglio avvertire quelli oltre i cinque che pensano di andarlo a vedere di prendere delle lezioni Berlitz di ripasso in linguaggio infantile." Inoltre, la recensione criticò anche la musica modernizzata, ma apprezzò la sequenza della marcia dei giocattoli.
Sul sito aggregatore di recensioni Rotten Tomatoes, il film ha un tasso d'approvazione del 36%, sulla base di 11 recensioni con una media di 4.74/10.

### I soldatini diBabes in Toyland
Tra le eredità più significative di questo film c'è la sua influenza sui parchi Disney a tema in tutto il mondo. Le scenografie di Babes in Toyland sono state mostrate a Disneyland come attrazione in seguito all'uscita del film, e i soldatini sono diventati un simbolo iconico delle vacanze a Disneyland, Walt Disney World e altri parchi nel mondo, considerati un marchio di fabbrica e mostrati largamente in televisione, on line e su pubblicità a stampa, rivaleggiando con i castelli e i personaggi dei film d'animazione. Nella cultura americana i soldatini di Babes in Toyland sono diventati, per importanza e popolarità, l'equivalente dell'apparizione delle Rockettes alla Macy's Thanksgiving Day Parade.
I soldatini compaiono anche nella sequenza della nursery, animata a passo uno, del film Disney del 1964 Mary Poppins. Furono progettati dall'animatore della Disney e dell'Imagineering Bill Justice, che col suo collega Xavier Atencio creò la sequenza nel film. Justice fece in modo che i soldati dei parchi replicassero esattamente i movimenti dei soldatini di Babes in Toyland. Fecero il loro debutto televisivo in Walt Disney's Wonderful World of Color, quando Walt Disney presentò la parata natalizia di Disneyland nell'episodio Holiday Time at Disneyland.